# دان كافاناف
دان كافاناف (بالإنجليزية: Dan Cavanaugh)‏ هو لاعب هوكي جليد أمريكي، ولد في 3 مارس 1980 في سبرينغفيلد في الولايات المتحدة.

## وصلات خارجية
- دان كافاناف على موقع دوري الهوكي الوطني (الإنجليزية)
- دان كافاناف على موقع EliteProspects.com (الإنجليزية)
- دان كافاناف على موقع HockeyDB.com (الإنجليزية)